# Salvia parryi
Salvia parryi (salvia de Parry) es un subarbusto perenne endémico del norte de México (Estado de Sonora), el suroeste de Nuevo México y el sur de Arizona. Crece a elevaciones de 3500-5000 m.

## Principios activos
Los habitantes utilizan preparaciones acuosas de la raíz para tratar desórdenes gástricos. La Parryína es un derivado del pimarano aislado de esta planta. Otros compuestos aislados de esta especie son la isopimara-8(14),15-dien-7-ona, el isopimara-6,8(14),15-trieno y la isopimara-8,15-dien-7-ona

Parryína

## Taxonomía
Salvia parryi fue descrita por Asa Gray y publicado en Proceedings of the American Academy of Arts and Sciences 8: 369. 1872.
Etimología
Ver: Salvia
Sinonimia
- Salvia confinis Fernald
- Salvia spicata Torr.[5][6]